# Disuguaglianza di Čebyšëv
La disuguaglianza di Čebyšëv è usata soprattutto nell'ambito della teoria probabilistica e più raramente nell'ambito di serie di dati reali. Spesso la disuguaglianza di Čebyšëv viene indicata come disuguaglianza di Markov, di cui è un corollario.
La disuguaglianza venne pubblicata la prima volta nel 1853 da Irénée-Jules Bienaymé e riscoperta indipendentemente da Pafnutij L'vovič Čebyšëv alcuni anni dopo (pertanto viene anche citata come disuguaglianza di Bienaymé-Čebyšëv).

## Descrizione
Nell'ambito delle variabili casuali (v.c.) essa afferma che se la v.c. {\displaystyle X} ha valore atteso {\displaystyle \mu } e la varianza {\displaystyle \sigma ^{2}} e {\displaystyle \lambda } è un numero reale positivo, allora la probabilità che {\displaystyle X} assuma un valore compreso
tra {\displaystyle \mu -\lambda \sigma } e {\displaystyle \mu +\lambda \sigma } è maggiore di {\textstyle 1-1/\lambda ^{2}}.
In altre parole afferma che, dato un carattere di cui sono noti solamente media aritmetica {\displaystyle \mu } e deviazione standard {\displaystyle \sigma }, possiamo conoscere la probabilità che una variabile casuale possa avere valori esterni a un intervallo simmetrico rispetto alla media aritmetica. In altri termini questo teorema ci assicura che, indipendentemente dalla distribuzione della variabile casuale, la probabilità che questa assuma valori distanti dalla media più di {\displaystyle \lambda } volte la deviazione standard è al massimo {\displaystyle 1/\lambda ^{2}}
Otteniamo quindi il limite inferiore della probabilità di {\displaystyle \Pr \left(|X-\mu |\leq \lambda \cdot \sigma \right)} espresso con la formula:
{\displaystyle \Pr \left(|X-\mu |\leq \lambda \cdot \sigma \right)\geq \ 1-{\frac {1}{\lambda ^{2}}}}
cioè:
{\displaystyle \Pr(\mu -\lambda \sigma \leq X\leq \mu +\lambda \sigma )\geq \ 1-{\frac {1}{\lambda ^{2}}}}
da cui si può ottenere anche il limite superiore della probabilità di {\displaystyle \Pr \left(|{X-\mu }|\geq \lambda \cdot \sigma \right)} espresso come:
{\displaystyle 1-\Pr \left(|{X-\mu }|\leq \lambda \cdot \sigma \right)\leq \ {\frac {1}{\lambda ^{2}}}}
che equivale a scrivere:
{\displaystyle \Pr \left(|{X-\mu }|\geq \lambda \cdot \sigma \right)\leq \ {\frac {1}{\lambda ^{2}}}}
cioè:
{\displaystyle \Pr(X\leq \mu -\lambda \sigma \ \cup \ X\geq \mu +\lambda \sigma )\leq {\frac {1}{\lambda ^{2}}}}
Nell'ambito della statistica descrittiva essa afferma che l'intervallo di valori compreso tra {\displaystyle \mu -\lambda \sigma } e {\displaystyle \mu +\lambda \sigma } ha un livello di confidenza di almeno {\displaystyle (1-1/\lambda ^{2})}. 
Fisz dimostrò che per le variabili dotate di media e varianza non è possibile trovare una disuguaglianza migliore di quella di Čebyšëv, a meno che non si impongano dei vincoli alla distribuzione della variabile.
Da questa disuguaglianza si deduce che
- almeno il 75% dei valori sono compresi tra {\displaystyle \mu -2\sigma } e {\displaystyle \mu +2\sigma }
- almeno l'89% dei valori sono compresi tra {\displaystyle \mu -3\sigma } e {\displaystyle \mu +3\sigma }
- almeno il 94% dei valori sono compresi tra {\displaystyle \mu -4\sigma } e {\displaystyle \mu +4\sigma }
- almeno il 96% dei valori sono compresi tra {\displaystyle \mu -5\sigma } e {\displaystyle \mu +5\sigma }
- almeno il 99% dei valori sono compresi tra {\displaystyle \mu -10\sigma } e {\displaystyle \mu +10\sigma }

indipendentemente da come sono distribuiti i valori.

## Dimostrazione probabilistica
Per ogni evento {\displaystyle A}, sia {\displaystyle I_{A}} la variabile casuale indicatore di {\displaystyle A}, cioè {\displaystyle I_{A}} è uguale a {\displaystyle 1} se l'evento {\displaystyle A} accade e {\displaystyle 0} altrimenti. Allora si ha:
{\displaystyle \Pr(|X-\mu |\geq \lambda \sigma )=\operatorname {E} (I_{|X-\mu |\geq \lambda \sigma })=\operatorname {E} (I_{(X-\mu )^{2}\geq (\lambda \sigma )^{2}})=\Pr((X-\mu )^{2}\geq (\lambda \sigma )^{2})}
Dalla disuguaglianza di Markov segue poi:
{\displaystyle \Pr((X-\mu )^{2}\geq (\lambda \sigma )^{2})\leq {\frac {\operatorname {E} ((X-\mu )^{2})}{(\lambda \sigma )^{2}}}}
Si ha quindi:
{\displaystyle \Pr(|X-\mu |\geq \lambda \sigma )\leq {\frac {1}{\lambda ^{2}}}{\frac {\operatorname {E} ((X-\mu )^{2})}{\sigma ^{2}}}={\frac {1}{\lambda ^{2}}}}